# 韦贻范
韦贻范（?—902年12月16日），字垂宪，唐昭宗被军阀凤翔节度使李茂贞及其以韩全诲为首的宦官盟友控制时，他被拜为宰相。

## 家世
韦贻范家世几乎无载，生年和出生地都不详，虽出身京兆韦氏，但和唐朝其他韦氏宰相并无瓜葛。祖父韦宗立、父韦式都没有仕官，有三兄：韦匡范，字廷臣；韦昭范，字宪之；韦昌范，字禹筹，官拜考工郎中。
韦贻范的早期仕途史书也没有详载。曾任龙州刺史，后贬为通州刺史。

## 拜相
天复元年（901年）末，唐昭宗被以韩全诲为首的宦官从长安挟持到凤翔，韦贻范和同样被贬的洋州刺史苏检一同来到凤翔，韦贻范被任为右司郎中、给事中，天复二年正月又被李茂贞举荐为工部侍郎、同中书门下平章事、判度支。仗着有权臣撑腰，恣骜不恭。
当年三月，昭宗宴请宰相、翰林学士、宦官首领。李茂贞、韩全诲离席后，昭宗问韦贻范：“朕为什么巡幸至此？”韦贻范说：“臣在外，不知道。”昭宗追问，韦贻范并不回答。昭宗说：“你怎么在朕面前妄称不知道！你既然不以正当途径当上宰相，就应该依法处理公事，如有不妥，朕一定按照旧例贬黜你。”又怒目而视，小声说：“此贼应该杖打二十。”又回头对翰林承旨韩偓说：“这种人也称得上宰相！”韦贻范屡次用大杯给昭宗敬酒，昭宗没有马上接过，韦贻范就举杯直至昭宗的下巴。
韦贻范曾任户部侍郎。五月，因母丧去职，按制应守孝三年，宦官推荐翰林学士姚洎代为宰相。六月，韦贻范向李茂贞举荐中书舍人苏检和姚洎。昭宗已经不任用姚洎，李茂贞和宦官们也怕昭宗自主用人，于是一起推荐苏检，昭宗就任苏检为工部侍郎、同平章事。
韦贻范拜相时大肆受贿卖官，此时却因去职不能兑现买官者，买官者纷纷要债。韦贻范亲近的下吏刘延美因此负了巨债，七月，他时时找宦官和李茂贞，为韦贻范请求起复，这样韦贻范就能如约给买官者们封官了。但韩偓宁肯断腕也不肯草诏，并上疏称韦贻范居丧一月就要起复，有伤国体，也伤天下孝子之心。翰林院的宦官学士使马从皓愤然以杀身相威胁，韩偓把疏章交给他们就顾自脱衣睡觉了，宦官也只得上奏昭宗。昭宗下令不再草诏，并赐令褒赏韩偓。八月，宦官在朝堂上喧嚷韩偓不肯草诏，闻者大惊。李茂贞入见昭宗说：“皇上任命宰相，学士不肯草诏，与谋反何异！”昭宗说：“你们推荐韦贻范，朕不反对；学士不肯草诏，朕也不反对。而且韩偓把道理说得很明白，朕为什么不听从！”而韦贻范仍然为起复而四处活动，李茂贞对人说：“我其实不懂书生的礼数，都是被韦贻范所误，应该把他安置到邠州。”韦贻范这才停止活动。刘延美投井自杀。
但同月，在李茂贞坚持下，韦贻范仍然得以起复为户部侍郎、同平章事，由姚洎草诏，八月，韦贻范并未按习惯先推辞再接受，而是立刻上表谢恩，第二天便就职。十一月，韦贻范病死。

## 轶闻
《太平广记》载，韦贻范曾和才子罗隐同船，彼此不相识，有人告诉罗隐船上有朝官，罗隐说：“是什么朝官？我用脚夹着笔也能敌过数人。”韦贻范将其言宣于朝堂，于是罗隐不被任用。